# Manaf Tlas
Manaf Tlas bzw. Manaf Tlass (arabisch مناف طلاس, DMG Manāf Ṭalās; * 1964 in ar-Rastan bei Homs) ist ein ehemaliger syrischer Brigadegeneral.

## Leben
Manaf Tlas entstammt einer sunnitischen Familie. Sein Vater, Mustafa Tlas, war von 1972 bis 2002 syrischer Verteidigungsminister und engster Vertrauter von Hafiz al-Assad. Dessen Sohn und späteren Präsidenten Baschar al-Assad lernte Manaf Tlas deshalb bereits in seiner Jugendzeit kennen. Seine Mutter Lamia Al-Jabiri entstammt dem wohlhabenden, in Aleppo beheimateten, Jabiri-Clan. Tlas hat einen Bruder, Firas und zwei Schwestern, Sarya und Nahed, die Witwe des saudischen Unternehmers Akram Ojjeh.
2000 wurde Tlas zum Offizier der Republikanischen Garde befördert, der syrischen Eliteeinheit zum Schutz des Präsidenten. Später war er im Rang eines Brigadegenerals direkt Mahir al-Assad, dem Bruder des Präsidenten, unterstellt.
Nach eigenen Angaben unternahm Tlas in den ersten Monaten der Proteste 2011 in Syrien mehrere Versuche, zwischen Regierung und Vertretern der Protestbewegung zu vermitteln, unter anderem in Duma bei Damaskus. Dies soll mit Billigung Assads geschehen sein, scheiterte aber am gewaltsamen Vorgehen einiger Sicherheitskräfte. Laut Medienberichten wurde Tlas im Mai 2011 unter Hausarrest gestellt, weil er sich geweigert haben soll, zivile Wohngebiete zu bombardieren.  Im Sommer 2012 gelang es ihm, über die Türkei nach Paris zu flüchten, wo auch seine Schwester Nahed und sein Vater residierten.

## Privatleben
Tlas ist mit Tala al-Kheir verheiratet. Al-Kheir gehört einer vermögenden damaszenischen Familie aus der oberen Mittelschicht an. Sie haben einen Sohn, Ahmed.